# 크로아티아 국립은행
크로아티아 국립은행(크로아티아어: Hrvatska narodna banka 흐르바트스카 나로드나 반카, HNB; 이전 명칭 크로아티아어: Narodna banka Hrvatske, NBH)은 크로아티아의 중앙은행이다. 본점은 자그레브에 있다.
크로아티아 헌법에 따라 의회에서 1990년 12월 관련법이 통과되면서 공식적으로 설립됐으며 크로아티아 국립은행법에 의한 것이었다. 크로아티아의 통화인 크로아티아 쿠나를 관리하며 화폐의 통화 유동성을 자국 내에서 관할하는 것을 최우선 목표로 하고 있다. 쿠나 지폐를 발행하며 외화 보유에 관여한다.

## 같이 보기
- 크로아티아의 경제